# Wilson Phillips
Wilson Phillips es un grupo de música pop estadounidense formado por Carnie Wilson, Wendy Wilson y Chynna Phillips en Los Ángeles, California. 
En 1990, lanzaron el álbum Wilson Philips vendiendo diez millones de copias alrededor del mundo y colocando tres de sus canciones en la Billboard Hot 100. En el mismo año, el single "Hold On", de aquel álbum ganó el Billboard Music Awards en la categoría Single del año, siendo nominado a dos Premios Grammy.
Como curiosidad Carnie y Wendy son hijas de Brian Wilson de The Beach Boys y Chynna es hija de John y Michelle Phillips de The Mamas & The Papas.

## Discografía

### Álbumes
- Wilson Phillips (1990)
- Shadows and Light (1992)
- California (2004)
- Christmas in Harmony (2010)
- Dedicated (2011)

### Compilaciones
- The Best of Wilson Phillips (1998)
- Greatest Hits (2000)
- The Best of Wilson Phillips (2005)

### Sencillos
- "Hold On"
- "Release Me"
- "Impulsive"
- "You're in Love"
- "The Dream Is Still Alive"
- "Daniel"
- "You Won't See Me Cry"
- "Give It Up"
- "Flesh and Blood"
- "Go Your Own Way"
- "Already Gone"
- "Get Together"